# Koud in mijn hart
Koud in mijn hart is de eerste single als solo-artiest van de Nederlandse zanger Frank Boeijen uit 1991. Het stond in hetzelfde jaar als eerste track op het album Wilde bloemen.

## Achtergrond
Koud in mijn hart is geschreven en geproduceerd door Boeijen zelf. Het is een nederpoplied waarin de liedverteller het eerst "koud in zijn hart" had, maar door de vrouw waar hij mee is verlangt naar wat warmte op dezelfde plek. Het lied kan worden gezien als een referentie naar de periode dat Boeijen optrad met de Frank Boeijen Groep. Het is een nummer dat in de sound in van eerder nummers die Boeijen bracht met zijn groep, wat in contrast staat met andere nummers op hetzelfde album, zoals bijvoorbeeld de titelsong van het album. De B-kant van de single is deze titelsong, welke eveneens volledig geschreven en geproduceerd is door Boeijen zelf.

## Hitnoteringen
De zanger had met het lied bescheiden succes in België en Nederland. In de Vlaamse Ultratop 50 piekte het op de veertigste plaats. Het stond zes weken in deze hitlijst. Even lang stond het in de Nederlandse Nationale Top 100, waar het tot de 48e plek kwam. De Nederlandse Top 40 werd niet bereikt, maar het piekte op de negende plaats van de Tipparade.